# Charmaine Bucco
Charmaine Bucco je fiktivni lik iz HBO-ove televizijske serije Obitelj Soprano koju je glumila Kathrine Narducci. Ona je supruga Artieja Bucca i prijateljica iz djetinjstva Carmele i Tonyja Soprana.

## Životopis
Charmaine je stara prijateljica Carmele Soprano te udana za školskog prijatelja Tonyja Soprana Artieja Bucca. Artie i Charmaine su i suvlasnici restorana Vesuvio, s tim da Charmaine obavlja funkciju poslovođe, a Artie glavnog kuhara. U epizodi The Test Dream, Tony otkriva kako je Charmaine ovlašteni javni bilježnik.
Artie i Charmaine imaju troje djece - sina i dvije kćeri.
U prvoj su sezoni Charmaine i Carmela posvađane. Charmaine zamjera Carmeli visoki životni standard kojeg ostvaruje muževim kriminalnim aktivnostima. Pokušava odgovoriti Artieja od udruživanja s Tonyjem zbog njegovih veza u mafiji. Charmaineino i Carmelino prijateljstvo dotiče kritičnu točku kad Carmela angažira Buccove da opskrbe tihu aukciju u domu Sopranovih - Carmela se prema Charmaine odnosi kao prema sluškinji, navevši je na osvetu u obliku priznanja da je jednom spavala s Tonyjem dok su on i Carmela hodali.
Nakon niza svađâ, Artie i Charmaine konačno se rastavljaju zbog Artiejeva odnosa s Tonyjem Sopranom. Nakon rastave, Charmaine je uložila u svoj izgled i nastavila raditi u Nuovo Vesuviu.
Kasnije su se pomirili i nastavili živjeti zajedno. Tijekom financijskih poteškoća koje su pogodile restoran 2006., Charmaine je ostala smirena i pružila potporu mužu.

## Vanjske poveznice
- Profil Charmaine Bucco na hbo.com
- Charmaine Bucco u internetskoj bazi filmova IMDb-u